# گلدن هیند
گلدن هیند (به انگلیسی: Golden Hind) یک کشتی بود که طول آن ۱۰۲ فوت (۳۱ متر) بود.